# ゾンビアス
ゾンビアス（Zombie Ass） は井口昇監督作品の日本映画。
スプラッタカラーとスカトロジー満載のゾンビものコメディーで、2011年9月にオースティン （ テキサス州 、 アメリカ合衆国 ）のファンタスティックフェストで初公開 。 2012年2月25日に日本の劇場で公開された。

## あらすじ
不治の病に苦しむ娘を救うために、科学者の田中博士は一種のエイリアン 寄生虫を利用。これは、犠牲者の体内に落ち着くと、 鼓腸を引き起こし、感染者の精神的能力を制御することができた。
一方、いじめのはてに自殺した妹の喪失に打ちひしがれた空手使いの女子高生である恵は、亡くなった妹のことを考え過ぎてしまい、彼女の死を乗り越えることができずにいた。そんなときに先輩の亜矢にキャンプに誘われ、亜矢と友達グループの直井、タケ、真希らと一緒にキャンプに行くことになる。
グループのうち真希がキャンプにきた目的は、スーパーモデル愛用のダイエット効果てきめんとされる寄生虫・サナダムシの確保。売れないモデルの真希は、売れるために寄生虫を飲んで痩せたいと焦っていた。森に着いた一同は、寄生虫探しに向かう。早速捕まえた魚の内臓から虫に詳しい直井が寄生虫を抽出。真希はそれを奪い取り飲み込んだ。その執着は、完璧なボディラインを維持するのに役立つと信じていたからである。ところが寄生虫がお腹に卵を産み始め、腹が下る。真希はトイレに駆け込むがそこで彼女は便器に潜んでいたゾンビの大群に襲われる。ゾンビの群れはすぐにグループに襲い掛かるが、厳しい戦いの後、めぐみと仲間は、避難所を提供していた田中博士によって安全な場所に逃げることができた。
博士の娘の用意してくれたパスタの食事でリフレッシュした後、恵たちは激しい胃の痛みを経験し、タケは体内ゾンビによって引き起こされた感染により死去。食事によって感染したことが判明する。浴室を探しているときに田中博士の娘の幸の生存と引き換えに、寄生虫ネクロゲドロの増殖を許し、犠牲者を感染させ、ゾンビに変身させるゾンビ培養・孵化を利用するという悪魔のような計画を知った恵は、亜矢と直井が逃げる間に幸を治すために利用した解毒剤を手に入れ、仲間のため、彼女はゾンビ達に勇敢に立ち向かう。
しかし、他のふたりはゾンビに殺され、残された恵は妹の死を乗り越えるため、幸と真希に寄生した女王ネクロゲドロとの死闘を繰り広げる。 寄生虫に感染したものの、恵はなんとか幸を倒し、真希の異形を打ち破る。生きることを決意した恵は持っていた解毒剤を自分で飲み干す。帰郷のため車に乗り込むとそこには、異形の田中博士がいたが。

## キャスト
- 恵 - 中村有沙
- 亜矢 - 菅野麻由
- 真希 - 護あさな
- 田中 - 島津健太郎
- 幸 - 優希
- 直井 - ダニー（ザ50回転ズ）
- タケ - 岸建太郎
- 愛 - 矢野紫信
- いじめっ子の中学生 - 小塚一葉、高橋友里恵
- 女ゾンビ - 亜紗美
- 猟師 - 五頭岳夫
- プーマン - デモ田中
- 冒頭のゾンビ - 石川ゆうや
- 森の中のゾンビ - 藏内秀樹
- 博士に捕まったゾンビ - 村上浩章
- オープニングタイトルのダンサー - 泉カイ